# Клюнис-Росс, Альфред
Альфред Клюнис-Росс (англ. Alfred Clunies-Ross; около 1851, Хоум, Кокосовые острова — 28 февраля 1903, Кокосовые острова) — шотландский регбист, участник первого международного матча в истории регби, а также первый цветной регбист, сыгравший за национальную сборную.

## Биография
Родился на Кокосовых островах примерно в 1851 году, происходил из семьи Клюнис-Росс, также известной как Короли Кокосовых островов. Дед Альфреда и основатель династии Джон Клюнис-Росс был уроженцем Шетландских островов, он переселился на необитаемые на тот момент Кокосовые острова вместе со своей семьёй и привезёнными туда малайскими рабочими, занимался производством копры и кокосового масла. Отец Альфреда — Джон Джордж Клюнис-Росс (р. 1823) стал вторым правителем островов, мать была малайкой.
Вместе со своими братьями, Альфред был отправлен в Шотландию для получения образования, окончил колледж Мадрас. Затем поступил в Сент-Эндрюсский университет, где изучал медицину и был игроком университетской регбийной команды. В 1871 году он был приглашён в сборную Шотландии для участия в игре против Англии. Матч, состоявшийся 27 марта, считается первым международным матчем в истории регби и завершился победой Шотландии.
Около 1872 года, так и не получив диплом, Клюнис-Росс переехал в Лондон, где работал в госпитале святого Джорджа. В дальнейшем вернулся на Кокосовые острова, где стал местным доктором. Его описывали как очень образованного и популярного среди местных жителей человека. Был женат на своей кузине Эллен, с которой имел 5 детей. Некоторое время работал в Северном Борнео, но был вынужден вернуться на Кокосовые острова из-за серьёзной болезни, после чего умер в 1903 году.